# 作用スペクトル
作用スペクトル（さようすぺくとる）とは、光の波長に対する光合成速度の変化を示したもののことである。

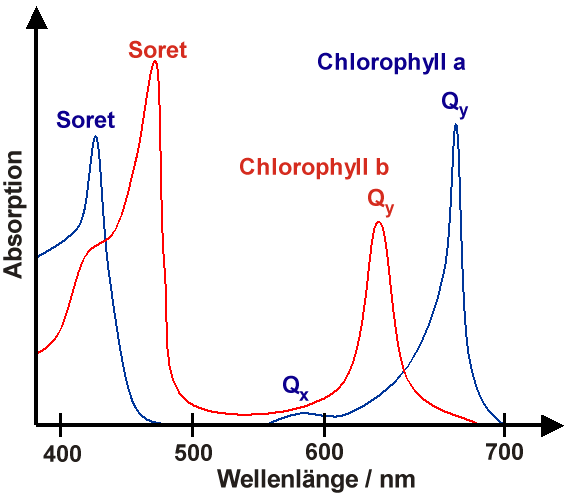
クロロフィルa（青で示した）およびクロロフィルb（赤で示した）の吸収スペクトル

## 概説
それぞれの光合成色素によって光の波長に対する吸収度が異なる。このそれぞれの光合成色素と光の波長の吸収度合いとの関係を示したものを吸収スペクトルと呼ぶ。吸収スペクトルは吸光度によって表される。対象の生物がもつすべての光合成色素の吸収スペクトルを合算することで、対象の生物体全体における光の吸収度と光の波長の関係を求めることができる。光飽和点（対象の生物の浴びる光をこれ以上強くしても光合成の活性度が変化しない光の強度）に達していない限り、光の吸収度と光合成の活性度は理論上比例する。また、光合成の活性度は光合成速度（対象の生物における呼吸での排出量を無視したときの二酸化炭素の吸収量）に理論上比例する。このことから、光合成色素の吸収スペクトルから光合成速度を算出することができる。こうして算出された光の波長に対する光合成速度の変化を示したものを作用スペクトルと呼ぶ。作用スペクトルによって対象の生物がどの波長の光を利用しているかを判別することができる。例えば、多くの植物の葉の作用スペクトルからは、葉が500㎚～600㎚付近の波長の光を光合成に相対的に利用していないことがわかる。これは、植物の葉は、青緑色の波長の光を吸収しないクロロフィルaや、黄緑色の波長の光を吸収しないクロロフィルbが、光合成色素の大部分を占めるためである。人間の目からは葉の色が緑色に見えるのはこのためである。また、紅藻の色が赤く見えるのは、紅藻に多量に含まれるフィコビリンの一種の吸収スペクトルを受けて、作用スペクトルが赤色において低い光合成速度を示すからである。